# L'assistente sociale tutto pepe...
L'assistente sociale tutto pepe.... è un film commedia del 1981, diretto da Nando Cicero. Il film è noto anche con il titolo L'assistente sociale tutta pepe e tutta sale.

## Trama
Nadia, avvenente assistente sociale, viene mandata in una comunità dove incontra strani personaggi che cercano di sbarcare il lunario con furti ed ogni sorta di illegalità senza molto successo.

## Colonna sonora
- Encounters - Nadia Cassini (Nikki Barton, Alberto Radius, Arturo Zitelli)

## Censura
Visto numero 76397 del 18-3-1981.